# Rio Tocantinzinho
O Rio Tocantinzinho é um curso de água (afluente do Rio Tocantins) que nasce no estado de Goiás, na região Centro-Oeste do Brasil e possui área de drenagem da ordem de 4.800 km², pertence à sub-bacia do Alto Tocantins, da bacia hidrográfica do Rio Tocantins, e abrange os municípios de Colinas do Sul e Niquelândia, no baixo e médio curso, os municípios de Alto Paraíso de Goiás e São João d’Aliança, no médio e alto curso, e o município de Água Fria de Goiás, no alto curso. 
Tem como principais afluentes os rios das Brancas, dos Couros, Toconhão, do Padre, os ribeirões Cachoeirinha, Piçarrão, São João, São Miguel, e os córregos Comprido, Vãozinho, Mirador, Fundão, da Chica, entre outros.
Na Bacia do Rio Tocantinzinho, existem doze Unidades de Conservação Federais e Estaduais, sendo um pertencente ao Grupo de Proteção Integral (Parque Nacional da Chapada dos Veadeiros) e onze pertencentes ao Grupo de Uso Sustentável.
O Rio Tocantinzinho atualmente não deságua em seu tributário natural, mas sim em um dos braços do lago artificial formado pela Usina Hidrelétrica de Serra da Mesa.